# Частное решение дифференциального уравнения
Частным решением дифференциального уравнения на интервале {\displaystyle (\alpha ;\;\beta )} называется каждая функция {\displaystyle y(x)}, которая при подстановке в уравнение вида
{\displaystyle F(x,\;y,\;y',\;y'',\;\ldots ,\;y^{(n)})=0}
обращает его в верное тождество на интервале {\displaystyle (\alpha ;\;\beta )}.
Зная общее решение однородного линейного дифференциального уравнения
{\displaystyle Ly=0}
и любое частное решение неоднородного уравнения
{\displaystyle Ly=f},
можно получить общее решение неоднородного уравнения в виде суммы общего решения однородного уравнения и частного решения неоднородного. 